# Blasteroids
Blasteroids is een computerspel dat werd uitgegeven door Image Works. Het spel is het vervolg op Asteroids. Het spel kwam in 1987 uit als arcadespel en kwam in 1989 uit voor diverse homecomputers. 
De speler bestuurt een ruimteschip en de bedoeling van het spel is om rotsblokken neer te schieten. Als alle rotsblokken zijn neergeschoten komt er een deur tevoorschijn waarmee de sector verlaten kan worden. Sommige rotsblokken breken op in kleinere rotsblokken, die elk op zijn beur weggeschoten kunnen worden. Op ieder gewenst moment kan de speler een ander vliegtuig kiezen. Hierbij kan worden gekozen tussen de Speeder, Fighter en Warrior. Deze vliegtuigen lopen respectievelijk op in vuurkracht en nemen af in wendbaarheid. De energie tijdens een level is beperkt Onderweg kan de speler power-ups verkrijgen om de energie aan te vullen. Elk level is opgedeeld in negen tot zestien sectoren die elk geschoond moeten worden van rotsblokken. Na iedere sector krijgt de speler een kaart te zien waarmee hij de volgende sector kan kiezen. Als alle sectoren geschoond zijn is het level gehaald en begint het volgende level.

## Uitrusting
- Shields - geeft een beperkte beveiliging
- Blasters - geeft het ruimteschip meer vuurkracht
- Extra Shot Power - laat een schot door alles heen gaan
- Ripstar - als dit wordt geactiveerd gaat het ruimteschip draaien en in alle richtingen schieten
- Extra Fuel Capacity - verhoogd de brandstof capaciteit.
- Booster - verhogen de bewegingssnelheid van alle ruimteschepen.
- Crystal Magnet - trekt powerkristallen aan naar het ruimteschip.
- Cloak - ruimteschip wordt onzichtbaar waardoor deze niet gevonden kan worden door vijanden.

## Platforms
| Jaar | Platform                                                          |
| ---- | ----------------------------------------------------------------- |
| 1987 | Arcade                                                            |
| 1989 | Amiga, Amstrad CPC, Atari ST, Commodore 64, DOS, MSX, ZX Spectrum |

## Ontvangst
| Beoordeeld door        | Platform     | Jaar | Score |
| ---------------------- | ------------ | ---- | ----- |
| Zzap!                  | Commodore 64 | 1989 | 83%   |
| Power Play             | Amiga        | 1989 | 77%   |
| Power Play             | Atari ST     | 1989 | 76%   |
| Atari ST User          | Atari ST     | 1989 | 70%   |
| The Games Machine (GB) | Commodore 64 | 1989 | 65%   |
| Power Play             | Commodore 64 | 1989 | 61%   |